# Ralph Macchio
Ralph George Macchio Jr., född 4 november 1961 i Huntington, Long Island, New York, är en amerikansk skådespelare. Macchio är främst känd för rollen som Daniel LaRusso i de tre Karate Kid-filmerna samt i spin off-serien Cobra Kai (2018-). Han har också spelat Jeremy Andretti i Eight Is Enough, Johnny Cade i Outsiders, Eugene Martone i Crossroads, Bill Gambini i Min kusin Vinny  och Archie Rodriguez i Ugly Betty.

## Filmografi i urval
- 1980–1981 – Eight Is Enough (TV-serie)
- 1983 – Outsiders
- 1984 – Karate Kid: Sanningens ögonblick
- 1986 – Karate Kid II: Mästarprovet
- 1986 – Crossroads
- 1989 – Karate Kid 3
- 1990 – Släkten är värst
- 1992 – Min kusin Vinny
- 1993 – Naken i New York
- 2006 – Beer League
- 2008–2009 – Ugly Betty (TV-serie)
- 2009 – Rosencrantz and Guildenstern Are Undead
- 2010 – Law & Order: Criminal Intent (TV-serie)
- 2012 – Hitchcock
- 2013 – How I Met Your Mother (TV-serie) (spelar sig själv)
- 2018–2025 – Cobra Kai (TV-serie)
- 2025 – Karate Kid: Legends